# Anoplopoma fimbria
Anoplopoma fimbria är en fiskart som först beskrevs av Pallas, 1814.  Anoplopoma fimbria ingår i släktet Anoplopoma och familjen Anoplopomatidae. Inga underarter finns listade i Catalogue of Life.

## Bildgalleri

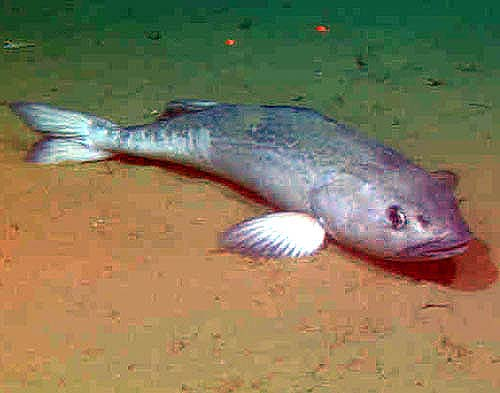
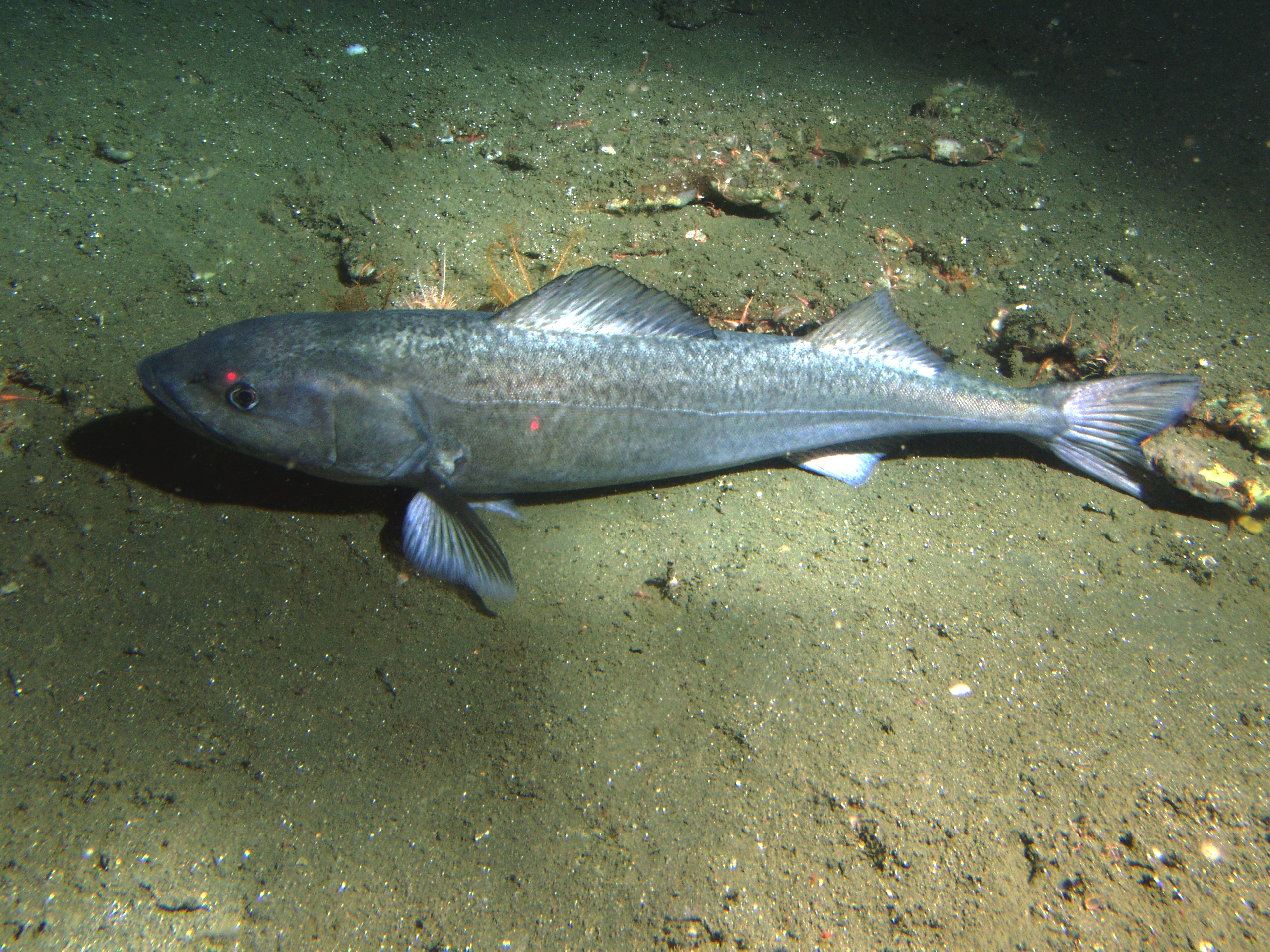